# Euphorbia matritensis
Euphorbia matritensis é uma planta da família Euphorbiaceae.

## Descrição
E. matritensis é uma planta perene com caule de 15 a 50 cm (tamanho médio acima de 20 cm), é glabra, multicaule, ou glabrescente. Folhas todas lanceoladas, elípticas ou lineares, agudas ou subagudas; pleocásio com 5-10 raios.

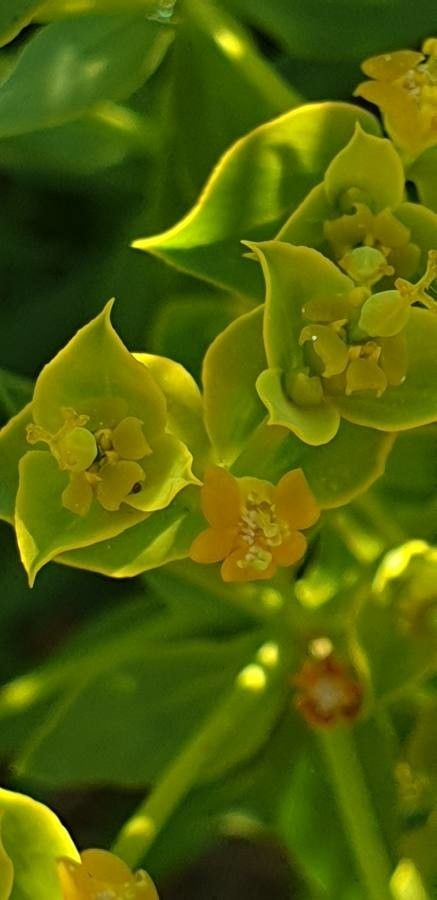
Floração de E. matritensis
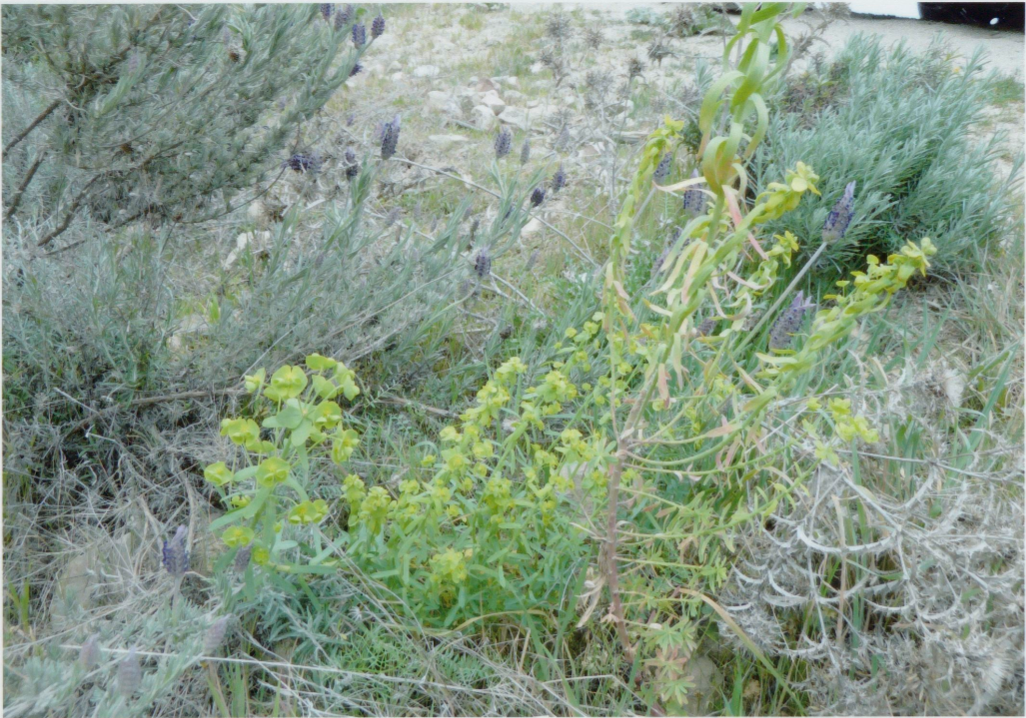
Arbusto de E. matritensis

Faz parte do tipo biológico caméfito e/ou hemicriptófito.

## Distribuição
A espécie está presente na Europa e norte da Ásia. É endêmica da Península lbérica.
Apesar de outras espécies do gênero ocorrerem na região, E. matritensis não é encontrada no Arquipélago de Madeira.

### Habitat
Tem como habitat matos abertos, terrenos incultos, em solos secos e, frequentemente, pedregosos, a altitudes desde 200 a 900 m.